# Les Petites-Loges

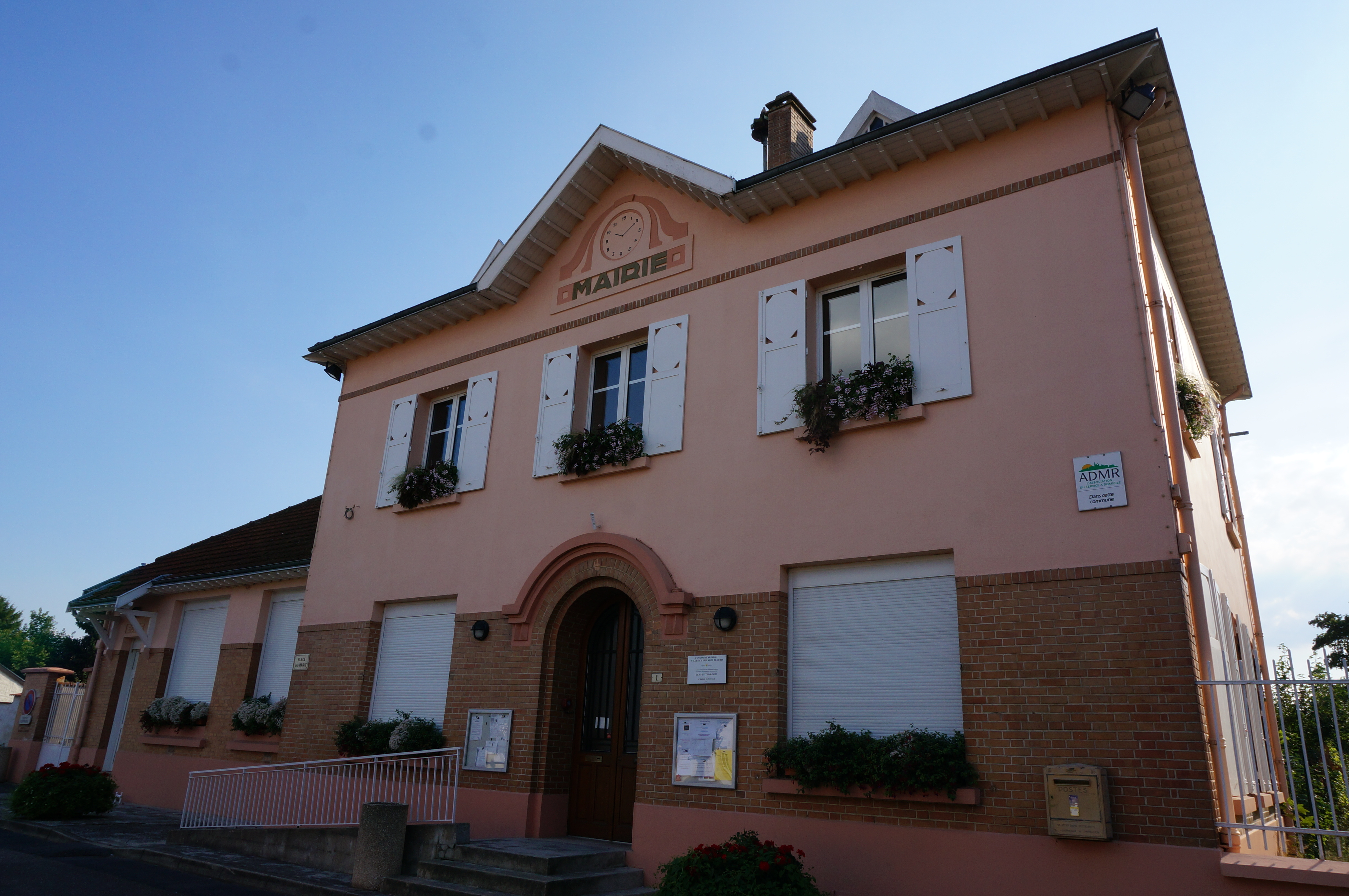
Gemeentehuis

Les Petites-Loges is een gemeente in het Franse departement Marne (regio Grand Est) en telt 416 inwoners (1999). De plaats maakt deel uit van het arrondissement Reims.

## Geografie
De oppervlakte van Les Petites-Loges bedraagt 4,8 km², de bevolkingsdichtheid is 86,7 inwoners per km².
De onderstaande kaart toont de ligging van Les Petites-Loges met de belangrijkste infrastructuur en aangrenzende gemeenten.

## Demografie
Onderstaande figuur toont het verloop van het inwonertal (bron: INSEE-tellingen).